# Aziz Lakhal
Aziz Lakhal, né le 6 mai 1988, est un handballeur tunisien.

## Carrière
- depuis 2010 : Club africain (Tunisie)

## Palmarès
- Vainqueur du championnat de Tunisie : 2015
- Vainqueur de la coupe de Tunisie : 2011, 2015
- Vainqueur du championnat arabe des clubs champions : 2012
- Médaille de bronze à la Ligue des champions d'Afrique 2013 ( Maroc)
- Médaille d'or à la Supercoupe d'Afrique 2015 ( Gabon)